# Església de la Santa Creu de Llombai
L'església parroquial de la Santa Creu també anomenada Antic Convent de Dominics, és a la Plaça de l'Església, de Llombai, en la comarca de la Ribera Alta, de la província de València. Es tracta d'un monument catalogat com a bé d'interès cultural.

## Història
L'antiga església va ser fundada pel bisbe Ramon Gastó el 1329, i a l'origen era dedicada als sants Joans. Aquest temple es va integrar en el convent dels dominics, bastit el 1543, per butlla del papa Pau III de 3 de desembre 1544, el document es conserva en bon estat. El primer prior va ser Francesc de Borja i d'Aragó, primer Marquès de Llombai, creador del noviciat, convent i nou temple, en memòria del seu matrimoni amb Elionor de Castro, dama portuguesa de l'emperadriu Isabel. La construcció va quedar completada el 1548.
A causa de la desamortització de Mendizabal, es va dissoldre la comunitat de frares i més tard, amb la Guerra Civil Espanyola, es van perdre part de la terres i horts que es van disgregar i també es van enderrocar edificacions.
A 1994, a l'ocasió dels 450 anys de la fundació de la parròquia de la Santa Creu, per encàrrec del rector, Arturo Climent, va escriure una Historia de la parroquia de la Santa Cruz de Llombai. L'any 2010 es va restaurar la cúpula de la Capella de la Comunió, amb noves teules, i se la va netejar per eliminar els fongs i la formació dels rius. S'ha reparat amb teules de color blau les crestalleres, i teules de color blanc i vermell, els rius. També s'ha assentat el pinacle que rematava la cúpula i s'ha col·locat la creu que s'havia retirat a voltant del 1940. També s'ha treballat en la façana principal del temple (cosits d'ancoratge als murs amb vareta d'acer inoxidable i resina). Així mateix s'han restaurat els forats amb sorra de sílice i una pàtina del color marró originari. A la Capella del Cor s'ha cobert el que faltava de la volta i s'ha realitzat una pàtina novament del color  ocre i mangra original del temple. Per acabar en aquest mateix any es restaurar les tres campanes.

## Arquitectura
L'església és d'estil gòtic, d'una sola nau, sense cúpula, ni creuer, de fàbrica ogival i volta de creueria, veritable tipus de les esglésiesgòtiques valencianes, amb capella principal on hi ha l'altar major i vuit capelles laterals, amb un espaiós cor alt i torre campanar. Així doncs, té una sola nau, amb coberta de volta de creueria senzilla, posseeix capelles laterals entre els contraforts. Es va fer amb arcs faixons, apuntats, que divideixen l'espai en quatre trams, mentre que el presbiteri té forma pentagonal (va ser pintat per Cardells, amb motius de la Santa Creu). La capella major té coberta amb volta de creueria amb nervis. L'església té a més cor alt als peus sobre voltes rebaixades.
Com molts altres monuments, l'església de la Santa Creu, durant el segle xvii va patir obres per a modernitzar-la a l'estil barroc (a còpia d'esgrafiats en grisalla. La decoració més recarregada és en els arcs que donen pas a les capelles laterals. Es aprofitar també per a col·locar un sòcol de ceràmica valenciana amb dibuixos geomètrics amb predomini del color blau). Més tard, al 1686 va patir unes renovacions amb adorns xoriguerescos, que, per fortuna, no van alterar les línies del primitiu estil.
Al 1671 s'erigeix la capella de la Comunió o de Sant Francesc de Borja, amb motiu de la seva canonització pel papa Climent XI. És a l'esquerra del temple, accedint per la primera capella. Té planta de creu grega coberta amb cúpula (de vuit grills de dos metres i mig cadascun i fa vint metres lineals de diàmetre), sobre petxines en què es representen els quatre evangelistes. Externament la cúpula és de teula blava vidriada combinant el blanc i el blau.
A l'oest de l'església, es conserva part del claustre manierista. Té doble galeria d'arcs de mig punt, corresponent-ne dos de la part superior amb un de la inferior, que es recolzen en pilastres. Les obertures estan rematades amb motlures i cornises. Es va construir amb maó. Al 1955 es va desplomar l'ala nord del claustre. El 2022 es reobri després de consolidar l'estructura i traure a la llum el paviment original. Al costat sud-est hi ha la torre campanar de l'església.
El campanar és de planta quadrada amb dos cossos (el primer massís sense obertures i un altre que és el que té les campanes), rematats per una petita cúpula de ceràmica vidriada.
En l'interior hi ha veritables joies artístiques, com la imatge de la Mare de Déu del Rosari, regal de Francesc de Borja, d'estil gòtic. Té un Lignum Crucis de plata repujada, també regal Francesc de Borja al convent. També es pot contemplar una gran taula amb els sants Joans, atribuïda a l'escola de Joan de Joanes, i un llenç (datat al segle xvii) de grans dimensions amb sant Doménec de Guzmán i santa Caterina de Siena. Hi ha una imatge de sant Vicent Ferrer d'Ignasi Vergara i una altra de vestir amb un expressiu rostre, atribuït a Josep Esteve; també una imatge petita de sant Doménec, del segle xvii, anònim. El reliquiari és d'argent, amb una insigne relíquia de sant Francesc de Borja del segle xviii. En el cor hi ha un fresc anònim de sant Domènec de Guzmán de 1663.